# Hellhammer (musiker)
 For alternative betydninger, se Hellhammer. (Se også artikler, som begynder med Hellhammer)
Jan Axel Blomberg, bedre kendt under dæknavnet Hellhammer, (født 2. august 1969 i Trysil) er en norsk black metal-trommeslager. Han har vundet den norske pris Spellemannprisen tre gange. Hellhammer er bedst kendt for sin rolle som trommeslager i bandet Mayhem, hvor han begyndte sin karriere.
Han kom med i Mayhem i 1988 efter den oprindelige trommeslager, og medstifter af bandet, Kjetil Manheim forlod det. Udover Mayhem var Hellhammer også i længere tid trommeslager i avantgarde metal-bandet Arcturus, som han dannede med Steinar Sverd Johnsen, og som gik i opløsning i april 2007. Han har siden spillet med flere bands, både som medlem og sessionsmusiker.

## Diskografi

### Som medlem

#### MedAge of Silence
- 2004: Acceleration
- 2005: Complications - Trilogy Of Intricacy

#### MedArcturus
- 1990: Promo 90 (demo)
- 1991: My Angel LP
- 1994: Constellation (ep)
- 1995: Aspera Hiems Symfonia
- 1997: Constellation
- 1997: La Masquerade Infernale
- 1999: Disguised Masters
- 2001: Aspera Hiems Symfonia/Constellation/My Angel (opsamlingsalbum)
- 2002: The Sham Mirrors
- 2005: Sideshow Symphonies
- 2006: Shipwrecked In Oslo

#### MedCarnivora
- 2006: Re-Incarnal

#### MedThe Kovenant
- 1998: Nexus Polaris
- 1999: Animatronic
- 2003: SETI

#### MedMayhem
- 1993: Live in Leipzig
- 1994: De Mysteriis Dom Sathanas
- 1996: Out from the Dark
- 1997: Wolf's Lair Abyss
- 1997: Ancient Skin / Necrolust
- 1999: Mediolanum Capta Est
- 1999: Necrolust / Total Warfare (split med Zyklon-B)
- 2000: Grand Declaration of War
- 2001: Live In Marseille 2000
- 2001: European Legions
- 2001: U.S. Legions
- 2002: The Studio Experience (bokssæt)
- 2002: Freezing Moon/Jihad (split med Meads of Asphodel)
- 2003: Legions of War
- 2004: Chimera
- 2007: Ordo Ad Chao

#### MedMezzerschmitt
- 2002: Weltherrschaft

#### Med Mortem
- 1989: Slow Death (demo)
- 1990: Slow Death EP

#### MedShining
- 2002: Angst, Självdestruktivitetens Emissarie
- 2004: Dolorian/Shining
- 2004: Through Years of Oppression
- 2004: The Darkroom Sessions
- 2005: The Eerie Cold

#### MedTroll
- 2000: The Last Predators
- 2001: Universal

#### MedUmoral
- 2007: 7" Umoral EP

#### MedWinds
- 2001: Of Entity and Mind
- 2001: Reflections of the I
- 2004: The Imaginary Direction of Time
- 2007: Prominence and Demise

### Som sessions- og livemusiker

#### MedAntestor
- 2004: Det Tapte Liv
- 2004: The Forsaken

#### MedDimmu Borgir
- 2005: Stormblåst MMV
- 2007: In Sorte Diaboli
- 2007: The Serpentine Offering (musikvideo)

#### MedEmperor
- 1992: Livetrommeslager

#### MedImmortal
- 1995: Livetrommeslager på Battles in the North-turnéen
- 1995: Grim and Frostbitten Kingdoms (musikvideo)

#### MedJørn
- 2001: Worldchanger
- 2007: The Gathering

#### MedThorns
- 1998: Thorns vs. Emperor
- 2001: Thorns

#### MedTritonus
- Livetrommeslager[2]

#### MedVidsyn
- 2004: On Frostbitten Path Beneath (demo)
- 2004: On Frostbitten Path Beneath

### Som gæst

#### MedFleurety
- 2000: Department of Apocalyptic Affairs (spor 1, "Exterminators")

#### Ulver
- 1997: Souvenirs from Hell (opsamling – spor 1, "Synen")